# Sir (Anrede)
Sir (Aussprache deutsch [sœːɐ̯], [zœːɐ̯], englisch [səː]) ist als Adelsprädikat der Namenszusatz eines britischen Knight und Baronet. Das Prädikat wird immer vor den Taufnamen gesetzt; bei der Anrede kann man den Familien-, aber nie den Vornamen weglassen. Das weibliche Äquivalent ist Dame oder Lady.
Sir allein, ohne Hinzufügung des Vornamens und klein geschrieben: sir, wird im englischen Sprachraum als allgemeine höfliche Anrede verwendet, insbesondere gegenüber Respektspersonen wie älteren Menschen, Vorgesetzten, Polizisten oder Lehrern. Ebenso wird es als Ausdruck der Höflichkeit gegenüber Menschen gebraucht, deren Namen man nicht genau kennt. Eine besondere Freundlichkeit äußert man in Service-Situationen, wenn man etwa von einer Bedienung oder einem Barkeeper derart angesprochen wird und gleichfalls mit „sir“ erwidert, obwohl man in diesem Kontext gewissermaßen höherrangig ist.

Das weibliche Äquivalent ist Miss oder Ma’am.
In militärischen Situationen werden mit „sir“ alle Personen angesprochen, die einen höheren Rang haben und mit „Mr“ alle Personen, die einen niedrigeren haben.
Etymologisch leitet sich der Begriff vom hochmittelalterlichen französischen Ehrentitel Sire ab, der ebenso wie der französische Seigneur oder Sieur und der spanische Señor (als Bezeichnung für einen Lehnsherren) auf das vulgärlateinische senior (Komparativ des Adjektivs senex: alt, bejahrt) zurückgeht.
Auch in manchen weiteren Staaten mit englischer Amtssprache kann das Prädikat „Sir“ als Namenszusatz für Ritter staatlicher Orden verwendet werden. Neben den Orden einiger Commonwealth Realms, gilt dies insbesondere für den philippinischen Ritterorden der Knights of Rizal. Beim Namenszusatz „Sir“ für Knights of Rizal handelt es sich jedoch um einen Ehrentitel und nicht um ein Adelsprädikat.